# Glomera keytsiana
Glomera keytsiana är en orkidéart som beskrevs av Johannes Jacobus Smith. Glomera keytsiana ingår i släktet Glomera och familjen orkidéer. Inga underarter finns listade i Catalogue of Life.